# آلوین و سمورچه‌ها (فیلم ۲۰۰۷)
آلوین و سنجاب ها نام یک فیلم انیمیشن کمدی و ماجراجویانه محصول سال ۲۰۰۷ میلادی برای کودکان است. در این فیلم شخصیت‌های انیمیشنی در کنار بازیگران واقعی قرار دارند که نام شخصیت اصلی که یک سنجاب است آلوین می باشد.

## داستان
داستان دربارهٔ سه سنجاب به نام‌های تئودور، الوین و سایمون است که استعداد فراوانی در موسیقی دارند و به‌طور اشتباهی وارد جامعه انسان‌ها شده‌اند.

## جوایز
جایزه برگزیده کودکان نیکلودین:
- 2008 Kids' Choice Awards Favorite Movie

## بازیگران
- جیسون لی
- بث رایزگرف
- جاستین لانگ
- متیو گری گابلر
- جسی مک‌کارتنی
- دیوید کراس
- کامرون ریچاردسون
- جین لینچ
- سلستیانا آلدکوبا
- کوین سیمونز
- فرانک ماهراج